# Alabanza (religión)
En el contexto religioso, las alabanzas a Dios forman parte integral de la liturgia, por ejemplo en el cristianismo a Jesucristo que sostienen que Dios es un ser supremo digno de alabanza. El libro bíblico de los Salmos es una colección de himnos y poemas que en su mayoría alaban a Dios. En el cristianismo, además la palabra puede tener otro significado, entendido como una frase que ya sea describe a Dios o da un testimonio sobre lo que Dios ha hecho.
Una alabanza puede ser es una expresión interna o externa, la cual puede tomar diversidad de formas, dígase canto, enunciado, baile, pensamiento, etc.

## Definición
Del Vocablo hebreo להלל  lehalel «alabar, celebrar, glorificar, cantar, alardear». El sentido de alabar es, en efecto, la acepción de la forma intensiva del verbo hebreo halel (lehalel), que en su modalidad activa simple significa alardear. Este último sentido se encuentra en las formas cognadas del acádico antiguo, cuyos dialectos son las lenguas de Babilonia y de Asiria. En ugarítico, el vocablo tiene la acepción de gritos y tal vez de júbilo. Encontramos halel (lehalel) más de 160 veces en el Antiguo Testamento y por primera vez en Gn 12.15,  en donde se indica que, debido a la gran belleza de Sara, los príncipes del faraón la alabaron (la ponderaron) delante de él. Aunque halel (lehalel) se usa a menudo solo para indicar la alabanza que se hace a personas, incluyendo al rey (2 Cr 23.12) o la belleza de Absalón (2 S 14.25), el término se usa mayormente para alabar a Dios. Es más, a todo ser viviente y todas las cosas creadas, incluyendo el sol y la luna, se les llaman a alabar a Dios (Sal 148.2–5, 13; 150.1). Típicamente, tal alabanza se expresa en el santuario, sobre todo durante las grandes fiestas (Is 62.9).
El nombre hebreo para el libro de Salmos es sencillamente el equivalente del vocablo alabanzas. Tiene un sentido más apropiado que Salmos, lo cual proviene del griego y tiene que ver con cánticos acompañados por algún instrumento de cuerda. No es de extrañarse que el libro de Salmos contiene más de la mitad de los casos de halel (lehalel) en sus varias modalidades. A los Salmos 113—118 se les denomina tradicionalmente los Salmos Hallel, pues tienen que ver con la alabanza a Dios por la liberación de la esclavitud egipcia bajo Moisés. Por esta razón, estos salmos forman una parte importante del culto tradicional de la Pascua. No cabe duda de que se tratan de los himnos que Jesús y sus discípulos cantaron en la noche en que instituyó la Cena del Señor (Mt 26.30). De la palabra halel (lehalel) proviene Aleluya, que está compuesta por el imperativo del verbo hebreo lehalel, la cual es en su forma plural "Alelu" más el nombre del Señor "Yah" (Yahveh יהוה) lo que da en español "Aleluya" "הללויה" que se ha incorporado a casi todos los idiomas del mundo. El término hebreo se traduce más exactamente como Alaben a Yah, la forma abreviada de Yahveh (Jehová). La transliteración de aleluya en griego se encuentra 4 veces en el Nuevo Testamento en forma de «Alleluia» (Ap 19.1 , 3–4, 6). Sin duda, los himnos cristianos quedarían muy empobrecidos si se quitara de repente el término «Aleluya» de nuestro lenguaje de alabanza.
Del vocablo hebreo yadah, «dar gracias, loor y alabanza». Este es un vocablo hebreo muy común a todos los períodos y un término muy importante en el lenguaje de la alabanza. Yadah se encuentra casi 120 veces en la Biblia hebraica. El primero de estos casos lo encontramos en la historia del nacimiento de Judá, el hijo de Jacob y Lea: «Concibió otra vez y dio a luz un hijo, y dijo: Esta vez alabaré a Jehová; por esto llamó su nombre Judá» (Gn 29.35). Como era de esperarse, esta palabra aparece con mayor frecuencia en el Libro de Salmos (unas 70 veces). Como expresión de gratitud o alabanza, es un elemento natural del culto ritual público, así como de la alabanza personal a Dios (Sal 30.9 , 12; 35.18). Muy a menudo las alabanzas se encaminan en nombre del Señor (Sal 106.47 ; 122.4 ). Cierta variación en las traducciones puede percibirse en 1 R 8.33:  «confesar» (rv, nbe, bla), alabar (bj) su nombre.
Del vocablo Hebreo tehillah el cual se deriva del vocablo halal, «gloria; alabanza; canción de loor; acciones loables». Tehillah aparece 57 veces durante todos los períodos de la historia bíblica hebrea. Primero, el término denota una cualidad o atributo de alguna persona o cosa; significa gloria o loable. Tehillah se usa como término técnico musical para una canción que exalta o alaba a Dios: Salmo de alabanza de David (encabezamiento del Sal 145, que en hebreo es el v. 1). Tal vez Neh 11.17 se refiere a un director de coro o alguien que dirige las canciones de alabanzas: «Y Matanías … hijo de Asaf, el principal, el que empezaba las alabanzas y acción de gracias al tiempo de la oración [quien al principio dirigía la alabanza a la hora de la oración]». Por último, tehillah puede representar acciones dignas de alabanza, o acciones por las que el responsable merece alabanza y gloria. Esta acepción se encuentra en la primera vez que el vocablo aparece en la Biblia: «¿Quién como tú Jehová entre los dioses? ¿Quién como tú magnífico en santidad, temible en maravillosas hazañas [hechos loables], hacedor de prodigios?» (Éx 15.11 ).
Dos nombres relacionados son mahaalal e hilluÆléÆm. Mahaalal aparece una vez (Pr 27.21 ) y se refiere al grado de intensidad de la alabanza o bien su ausencia. HilluÆléÆm, que aparece 2 veces, significa jubilación festiva durante la cosecha del cuarto año (Lv 19.24; Jue 9.27).
```
(símbolo de humillación), ser claro, dar a luz, ser brillante, entre otros. En la religión la alabanza es dada a Dios (dígase El ser supremo). Sus adeptos usualmente lo expresan con exaltación, júbilo, por todo lo bueno que su Dios les provee. Típicamente la alabanza viene como forma de gratitud, en otros casos, la Alabanza al creador se deba a la salud y a la prosperidad dada, ya sea material o espiritual. Para las religiones 
monoteístas
 solo Dios es el único digno de alabanza.
```

## En el Mormonismo
El acto de alabanza entre los mormones (término coloquial que hace referencia a los miembros de la Iglesia de Jesucristo de los Santos de los Últimos Días) toma un significado más amplio pues se trata de vivir una vida de obediencia a Dios, reconociéndolo y glorificándole, con alegría.
Esto les es recordado a los mormones constantemente a través del pasaje de Isaías 24, en el cual Isaías habla de los tres mayores errores que los seguidores de Jehová pueden cometer, los cuales son transgresión de las leyes, el cambio de ordenanza y romper el pacto trayendo así una tierra en luto, se acaba, y perece y es maldecida, (24:1-2).
De acuerdo con esto, Dios ha esparcido y quemado a los habitantes de la tierra. Pues toda la alegría "es oscuridad"(24:11), en esta destrucción Dios reunirá a los malos y a los que le han sido fieles. Al igual que los Testigos de Jehová, los Mormones creen que son el remanente fiel que será reunido desde los confines de la tierra.
Los Mormones afirman, a partir del texto citado del profeta Isaías, que son los que alzan la voz, para que Dios traiga su reino de luz, su evangelio desde Sion, y glorificar Su Nombre en todo el mundo de esta manera.

## En las iglesias cristianas
Sea cual sea la denominación cristiana, siempre hay vínculos comunes en lo que se refiere a la práctica de adoración hacia la divinidad, ya sea por medio vocal, musical, o servicios religiosos, son parecidos. La alabanza es un aspecto de adoración a Dios en la cual se rinde honor a Dios. "Entonces todos los hijos de Israel, viendo descender el fuego y la gloria de Jehova sobre la Casa, se postraron rostro en tierra sobre el pavimento y adoraron y alabaron a Jehova «porque es bueno, porque es eterno su amor»."( 2 de Crónicas 7:3).